# Mesophylax impunctatus
Mesophylax impunctatus là một loài Trichoptera trong họ Limnephilidae. Chúng phân bố ở miền Cổ bắc.